# 6629 Kurtz
A 6629 Kurtz (ideiglenes jelöléssel 1982 UP) a Naprendszer kisbolygóövében található aszteroida. Edward L. G. Bowell fedezte fel 1982. október 17-én.